# Сент-Джеймс Парк
Сент-Джеймс Парк (англ. Saint-James Park) — футбольний стадіон у Ньюкасл-апон-Тайні, Англія, домашня арена футбольного клубу «Ньюкасл Юнайтед». Місткість стадіону становить 52 387 глядачів, що робить його сьомим серед футбольних стадіонів Англії, після Вемблі, Олд Траффорду, Емірейтсу, Сіті оф Манчестер, Енфілду та Олімпійського стадіону в Лондоні. Сент-Джеймс Парк — дев'ятий за місткістю серед усіх футбольних стадіонів Великої Британії, поступаючись ще Мілленіуму та стадіону Селтіка.
Окрім клубного футболу, у 2012 році стадіон використовували для футбольних змагань на літніх олімпійських та паралімпійських іграх 2012 року. Також у 2015-2018 роках на стадіоні проводилися змагання по регбілігу.